# Ахалсопели (Харагаульский муниципалитет)
Ахалсопели (груз. ახალსოფელი) — село в Грузии, на территории Харагаульского муниципалитета края (мхаре) Имеретия.

## География
Село находится в западной части Грузии, на берегах реки Акишура (левый приток Чхеримелы), на расстоянии 8 километров к западу от посёлка городского типа Харагаули, административного центра муниципалитета. Абсолютная высота — 478 метров над уровнем моря.

## Население
По результатам официальной переписи населения 2014 года, в Ахалсопели проживало 160 человек (88 мужчин и 72 женщины). В национальной структуре населения грузины составляли 100 %.
| Год  | Население, человек |
| ---- | ------------------ |
| 2002 | 244                |
| 2014 | ↘ 160              |